# Podocarpus milanjianus
Podocarpus milanjianus — вид хвойних рослин родини подокарпових.

## Поширення, екологія
Країни поширення: Ангола, Бурунді, Камерун, Конго, Демократична Республіка Конго, Кенія, Малаві, Мозамбік, Нігерія, Руанда, Південний Судан, Танзанія, Уганда, Замбія, Зімбабве. Це високогірний вид, що зустрічаються в дощових вічнозелених лісах, хмарних лісах, або на найвищій межі в карликовому лісі, де панують вересові. Висотний діапазон: (900-)1300–3000(-3250) метрів над рівнем моря.

## Використання
Цей вид є важливим деревом деревини в багатьох частинах тропічної Африки.

## Загрози та охорона
Вирубка лісів вплинула на цей вид в багатьох місцях, але через його дуже широке розповсюдження це навряд чи призвело до значного скорочення. Цей вид присутній у багатьох охоронних територіях, серед яких великі національні парки.